# Arnaud-Guilhem
Arnaud-Guilhem ist eine französische Gemeinde mit 231 Einwohnern (Stand 1. Januar 2022) im Département Haute-Garonne in der Region Okzitanien (zuvor Midi-Pyrénées). Die Einwohner werden als Arnaud-Guilhémois bezeichnet.

## Geographie
Die Gemeinde liegt im Comminges, auf halbem Weg zwischen Toulouse und Tarbes. Die nächste Autobahnauffahrt befindet sich bei Lestelle-de-Saint-Martory.
Umgeben wird Arnaud-Guilhem von den fünf Nachbargemeinden: 
| Auzas     | Laffite-Toupière                            |               |
| Proupiary | Kompassrose, die auf Nachbargemeinden zeigt | Saint-Martory |
|           | Castillon-de-Saint-Martory                  |               |

## Bevölkerungsentwicklung
| Jahr                       | 1962 | 1968 | 1975 | 1982 | 1990 | 1999 | 2006 | 2011 | 2017 |
| -------------------------- | ---- | ---- | ---- | ---- | ---- | ---- | ---- | ---- | ---- |
| Einwohner                  | 237  | 198  | 192  | 191  | 191  | 167  | 198  | 223  | 231  |
| Quellen: Cassini und INSEE |      |      |      |      |      |      |      |      |      |

## Sehenswürdigkeiten
- Kirche Saint-Martin
- Calvaire aus dem 19. Jahrhundert